# Obiettivi Canon EF 100mm
I Canon EF 100mm sono obiettivi prodotti da Canon che condividono la stessa lunghezza focale. Queste lenti hanno un attacco EF e sono quindi compatibili con tutte le macchine fotografiche DSLR della serie EOS.
Le versioni esistenti sono:
- Canon EF 100 mm f/2.8L Macro IS USM[1]
- Canon EF 100 mm f/2.8 Macro USM[2]
- Canon EF 100 mm f/2.0 USM[3]
- Canon EF 100 mm f/2.8 Macro[4]

## Canon EF 100 mm f/2.8 Macro
L'obiettivo Canon EF 100 mm f/2.8 Macro è prodotto in tre versioni: l'originale, un secondo che aggiunge un motore autofocus ultrasonico (UltraSonic Motor - USM) e una versione appartenente alla "serie L" che incorpora anche lo stabilizzatore d'immagine (Image Stabilization - IS).
È un obiettivo macro e ciò significa che quando la fotocamera è posizionata alla minima distanza di messa a fuoco dal soggetto, la dimensione del soggetto nella foto sarà uguale alla sua dimensione reale e ciò è noto come rapporto di ingrandimento 1:1. Nonostante la designazione macro, l'obiettivo può mettere a fuoco all'infinito come le lenti normali.
Questo obiettivo può essere utilizzato con tubi di estensione che aumentano l'ingrandimento a 1,19x (con tubi tipo EF 12 II) o 1.39x (con tubi tipo EF 25 II).

## Canon EF 100 mm f/2.0 USM
Il Canon EF 100 mm f/2.0 USM è considerato come un medio teleobiettivo compatto con una grande apertura. Le sue caratteristiche fisiche e ottiche sono simili al Canon EF 85 mm f/1.8.
Dal momento che questo obiettivo non è un obiettivo macro è più leggero e più piccolo rispetto agli obiettivi della serie EF 100mm. La sua apertura massima del diaframma si presta alla fotografia in contesti con scarsa illuminazione con prestazioni eccellenti.

## Specifiche tecniche
| -                                | 2.8 Macro              | 2.8 Macro USM          | 2.8L Macro IS USM       | 2.0 USM               |
| -------------------------------- | ---------------------- | ---------------------- | ----------------------- | --------------------- |
| Immagine                         |                        |                        |                         |                       |
| Caratteristiche principali       |                        |                        |                         |                       |
| Compatibilità full frame         | Sì                     | Sì                     | Sì                      | Sì                    |
| Stabilizzatore d'immagine        | No                     | No                     | Sì                      | No                    |
| Motore AF ultrasonico USM        | No                     | Sì                     | Sì                      | Sì                    |
| Serie L                          | No                     | No                     | Sì                      | No                    |
| Ottiche diffrattive              | No                     | No                     | No                      | No                    |
| Macro                            | Sì                     | Sì                     | Sì                      | No                    |
| Dati tecnici                     |                        |                        |                         |                       |
| Apertura (max-min)               | f/2,8 - f/32           | f/2,8 - f/32           | f/2,8 - f/32            | f/2,0 - f/22          |
| Costruzione                      | 9 gruppi / 10 elementi | 8 gruppi / 12 elementi | 12 gruppi / 15 elementi | 6 gruppi / 8 elementi |
| Nº lamelle del diaframma         | 8                      | 8                      | 9                       | 8                     |
| Distanza minima di messa a fuoco | 0,31 m                 | 0,31 m                 | 0,30 m                  | 0,90 m                |
| Ingrandimento massimo            | 1:1                    | 1:1                    | 1:1                     | 0.14×                 |
| Angolo di campo orizzontale      | 20°                    | 20°                    | 19,8°                   | 20°                   |
| Angolo di campo verticale        | 14°                    | 14°                    | 13,5°                   | 14°                   |
| Angolo di campo diagonale        | 24,4°                  | 24,4°                  | 23,9°                   | 24,4°                 |
| Dati meccanici                   |                        |                        |                         |                       |
| Peso                             | 650 g                  | 600 g                  | 625 g                   | 460 g                 |
| Diametro massimo                 | 75 mm                  | 79 mm                  | 79 mm                   | 75 mm                 |
| Lunghezza                        | 105,5 mm               | 119 mm                 | 122 mm                  | 73,5 mm               |
| Diametro filtri                  | 52 mm                  | 58 mm                  | 67 mm                   | 58 mm                 |
| Accessori                        |                        |                        |                         |                       |
| Paraluce                         |                        | ET-67                  | ET-73                   | ET-65 III             |
| Custodia morbida                 |                        | LP1219                 | LP1219                  | LP1219                |
| Informazioni commerciali         |                        |                        |                         |                       |
| Data di introduzione             | 1990                   | 2000                   | 2009                    | 1991                  |
| Attualmente in produzione ?      | No                     | Sì                     | Sì                      | Sì                    |